# Planck-rumteleskopet
Planck-rumteleskopet er et videnskabeligt satellit-teleskop til kosmologisk udforskning, opsendt af Den Europæiske Rumorganisation (ESA) med løfteraketten Ariane 5 fra den europæiske rumstation Kourou i Fransk Guyana den 14. maj 2009.
Planck-teleskopet, der er opkaldt efter den tyske kvantefysiker Max Planck, er forsynet med et delvist dansk-tysk udviklet spejlteleskop til observation af mikrobølgestråling, som gør det muligt at kortlægge Universets kosmiske baggrundsstråling med en hidtil uset nøjagtighed. Teleskopet er 4,2 meter langt og vejer 1900 kg.
Sammen med Planck-teleskopet opsendtes også det ligeledes europæisk udviklede rumteleskop Herschel, der skal foretage infrarøde målinger. Begge rumteleskoper udnytter en placering i relation til Jordens Lagrange-punkter, og begge blev succesrigt placeret i Lagrangepunkt L2, i hvert deres kredsløb om Solen og Jorden, ca. 1,5 mio. km uden for Jordens bane.

## Teleskopet
DTU Space har leveret de to spejle til Planck-teleskopet. De er ellipseformede og henholdsvis en og to meter på den lange led. Spejlene er konstant i skygge, men temperaturvariationer stiller store krav til de anvendte materialer, så spejlene ikke ændrer form eller egenskaber i kulden, for på teleskopets solside er der stuetemperatur, mens temperaturen på spejlsiden er –222 °C.
Teleskopet drejer om sin egen akse med én rotation pr. minut, hvorunder den skanner et smalt udsnit af himlen. Derudover ændrer den hver time retning, så den i løbet af en seks-måneders periode har foretaget en total skanning af hele Universet. Oprindelig var hele projektet baseret på at der kun var garanteret to fulde skanninger af himlen, og hvis det gik rigtig godt måske helt op til fire skanninger, men det er lykkedes projektet at foretage hele fem fulde skanninger med en samlet set endnu højere nøjagtighed end forventet.

## Kortlægning af den kosmiske baggrundsstråling
Planck-teleskopet er justeret til at foretage målinger, der kortlægger nye detaljer i Universets tidligste udvikling, fra det tidspunkt kort tid efter Big Bang, hvor Universets mørke, gloende og energirige ursuppe under sin gradvise spredning og afkøling er afkølet tilstrækkeligt (til omkring 3 000 °C) til at elektroner og protoner kan koble sig sammen og danne de første atomer, nemlig brintatomer.
Herefter er det muligt at registrere det lys, som begynder at slippe ud fra processerne i form af varmestråling, og det er den, vi nu – godt 13 milliarder år senere – kan registrere som den kosmiske mikrobølgestråling eller baggrundsstråling.
Denne stråling er efterfølgende blevet strakt ud (rødforskudt) til en temperatur på blot lige omkring 2,7 Kelvin (dvs. –270 °C), og det er denne mikrobølgestråling, der er objektet for Planck-teleskopet. For at kunne minimere fejlkilder og indhente så nøjagtige data som muligt, er Planck-teleskopet forsynet med et højt udviklet detektor-system, der måler den kosmiske mikrobølgestråling ved ni forskellige frekvenser i intervallet fra 23 GHz til 857 GHz.

### Temperatur variationerne
Udgangspunktet for hele projektet er, at det allerede er kendt, at denne tidlige mikrobølgestråling ikke er helt jævnt fordelt – der er lidt "klumper" i den afkølende ursuppe – og det kan måles som ganske små temperaturvariationer. Planck-teleskopet er i stand til at registrere variationer, der er så små som en milliontedel af en grad, og det er en følsomhed, der er ti gange større end ved den hidtidige kortlægning i NASA's WMAP-projekt.
Under den efterfølgende bearbejdning af de registrerede målinger kan disse ujævnheder og temperaturvariationer (med den fysiske betegnelse anisotropier) danne udgangspunkt for en kortlægning af himlen, som kan vise, hvordan massen (under sin spredning og Universets udvidelse) var fordelt og opdelt, dengang strålingen blev udsendt omkring 300.000 år efter Big Bang.

## Resultater
Den 5. juli 2010 leverede Planck-missionen det første fulddækkende billede af himmelrummet.
Den 21. marts 2013 offentliggjorde Forskerholdet bag Planck-teleskopet det første fulddækkende kort over Universets mikrobølgebaggrundsstråling. Kortet bekræfter tidligere undersøgelser af baggrundsstrålingen. I kraft af en større detaljeringsgrad er det, ifølge ESA, desuden muligt at afsløre nogle særegne og indtil videre uforklarlige træk ved kortet, der måske kræver at nye fysiske teorier bliver udviklet. F.eks. er et af de mest overraskende fund, at variationerne i den kosmiske baggrundsstråling på storvinkel-skala ikke passer med teorien fra standardmodellen – signalerne er ikke så stærke som forventet. Derudover har de fundet en asymmetri i gennemsnitstemperaturerne på de to himmelhalvkugler. Dette er i modstrid med at den hidtidige teori siger, at gennemsnitstemperaturerne i det store og hele burde være ens i alle retninger. En måde at forklare denne anomali på kunne være, skriver ESA, at antage at Universet faktisk ikke er ens i alle retninger, men at strålingen har taget en mere kompliceret vej i nogle retninger end hvad forskerne hidtil har antaget.
Man har også fundet, at mængden af normalt stof / normal masse beregnet på Planck-teleskopets optagelser svarer til de teoretiske beregninger, dvs. stjerner og galakser udgør 4,9 % af masse/energi-tætheden. Mængden af mørkt stof er fundet til at være 26,8 %, hvilket er ca. 1/5 mere end antaget. Og tilsvarende er mængden af mørk energi – den mystiske kraft der får udvidelsen af Universet til at accelerere – mindre end antaget. Endelig viser dataene, at Universets nuværende udvidelseshastighed, Hubble-konstanten, er på 67,15 kilometer pr. sekund pr. megaparsec, hvilket er en del mindre end den nuværende standardværdi. Dette resultat medfører at Universets alder skal opjusteres en lille smule til 13,82 mia. år.